# Гришківка (Полтавська область)
Гришківка — село, Смотриківська сільська рада, Пирятинський район, Полтавська область, Україна.
Село ліквідоване в 1987 році.

## Географія
Село Гришківка розташоване за 1 км від села Смотрики. Біля села протікає пересихає струмок із загатою.

## Історія
- 1987 — село ліквідоване[1].